# Arapaçu-de-listras-brancas
Trepa-troncos-guianense ou arapaçu-de-listras-brancas (Lepidocolaptes albolineatus) é uma espécie de ave da subfamília Dendrocolaptinae.
Pode ser encontrada nos seguintes países: Bolívia, Brasil, Colômbia, Equador, Guiana Francesa, Guiana, Peru, Suriname e Venezuela.
Os seus habitats naturais são: florestas subtropicais ou tropicais húmidas de baixa altitude.